# St. Moritz (jezioro)
Jezioro St. Moritz (retorom. Lej da San Murezzan) – ostatnie z czterech jezior w szwajcarskiej dolinie Engadyna, w regionie Maloja w kantonie Gryzonia. Nad brzegiem jeziora znajduje się znany kurort – miasto Sankt Moritz.
Wszystkie cztery jeziora ciągną się w biegu rzeki Inn: pierwszym jest jezioro Silsersee, następne to Silvaplanersee i Lej da Champfèr, przy czym dwa ostatnie często traktowane są wspólnie.
Lustro wody znajduje się 1768 m n.p.m., powierzchnia jeziora wynosi 0,78 km², głębokość maksymalna 44 m, długość do 1,6, a szerokość do 0,6 km.

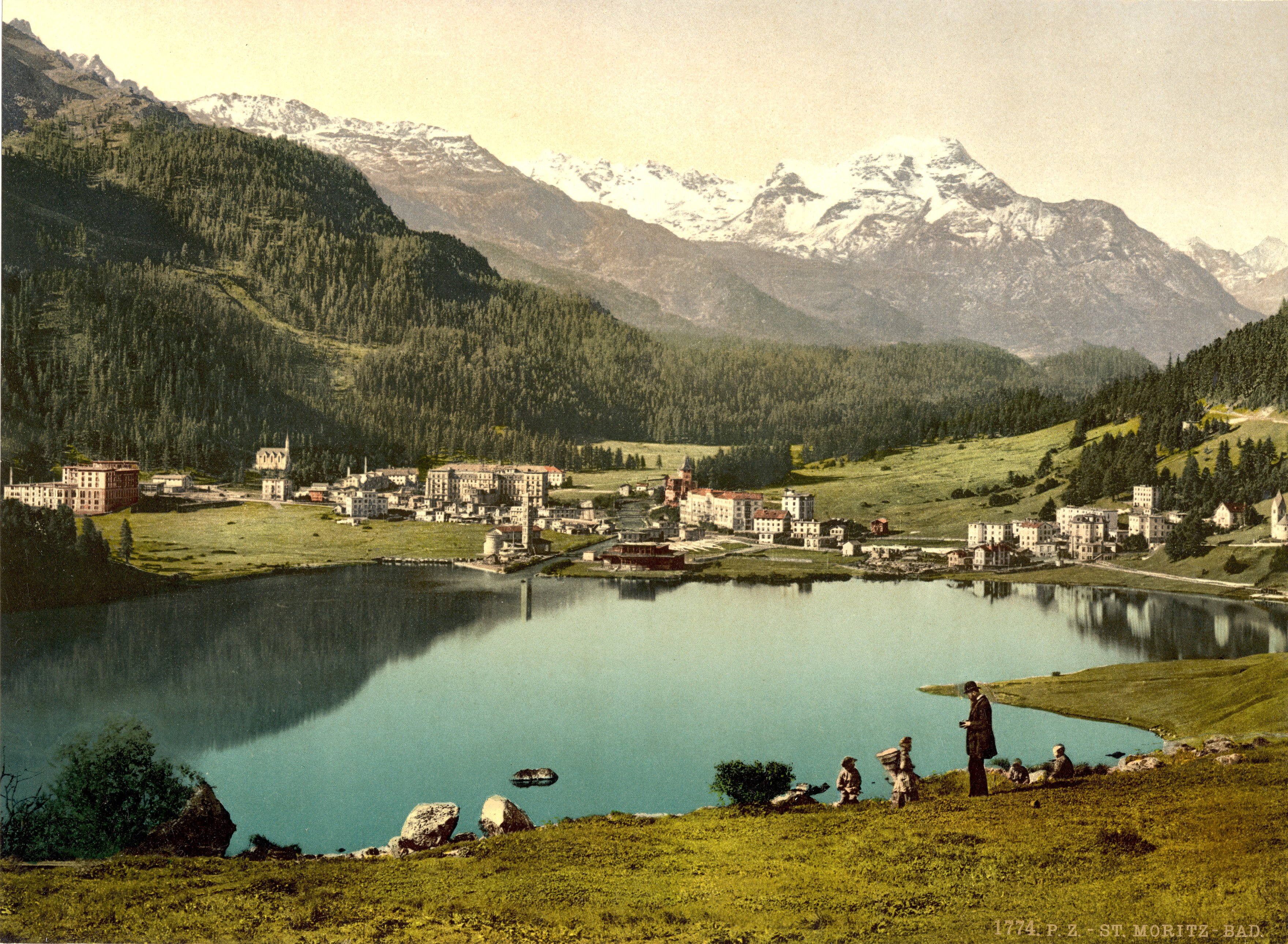
Widok jeziora i kurortu Sankt Moritz ok. roku 1900

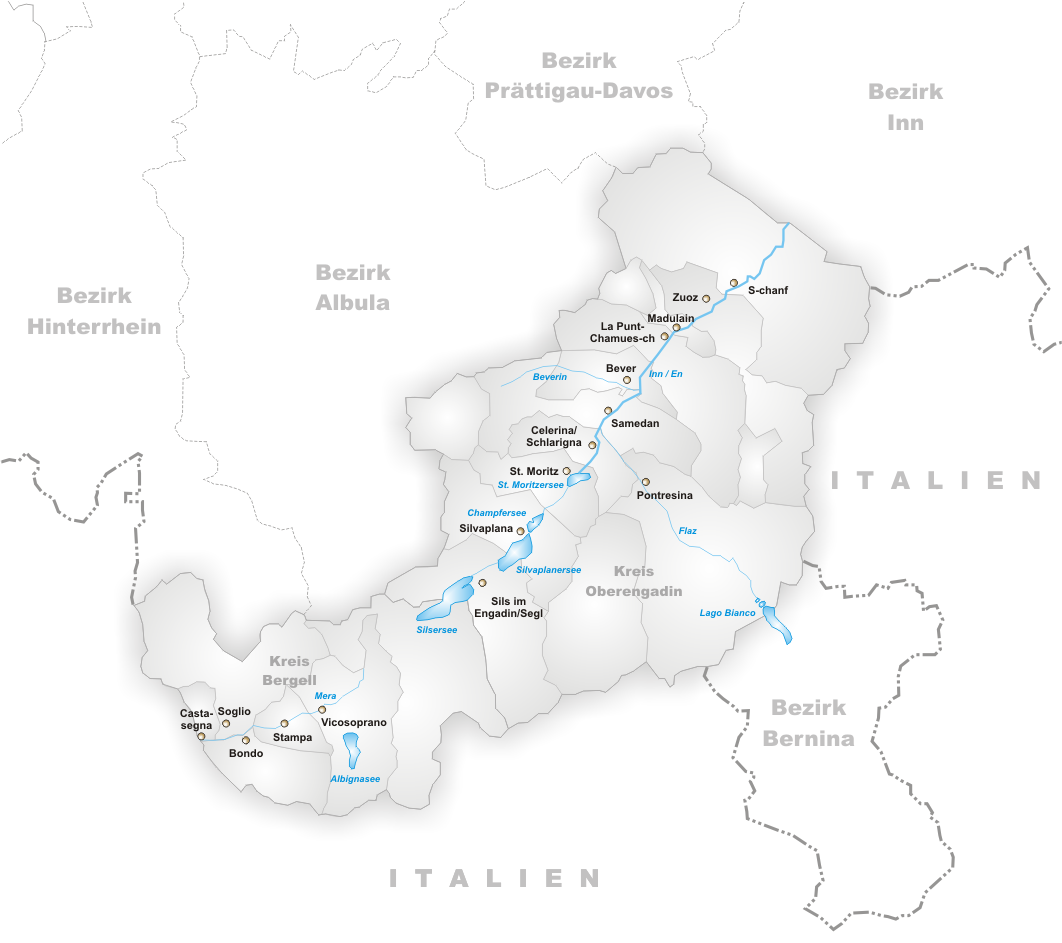
Miasto Sankt Moritz i pobliskie jeziora w regionie Maloja

Od 1907 co roku, zimą, na zamarzniętych wodach jeziora St. Moritz odbywają się wyścigi „White Turf” (w wolnym tłumaczeniu „biały tor” [wyścigów konnych]) – skijöring na nartach za galopującym koniem. Obecnie, oprócz wyścigów narciarzy, na torze długości około 3 km (trasy wyścigów wynoszą od ok. 1100 do 2700 metrów) ścigają się także jeźdźcy oraz powożący specjalnie skonstruowanymi saniami. Nagroda główna tej imprezy, odbywającej się zazwyczaj w trzy kolejne zimowe niedziele, od roku 1993 wynosi 111.111 franków szwajcarskich i jest najwyższą nagrodą w wyścigach konnych w Szwajcarii. Zawody przyciągają znaczną liczbę widzów, w tym i z najbogatszych sfer, przez co najbliższe St. Moritz lotnisko w Samedan jest w czasie ich trwania oblężone przez prywatne awionetki.
Impreza White Turf zyskała sobie w Szwajcarii i w St. Moritz na tyle znaczną popularność, że podczas II Zimowych Igrzysk Olimpijskich, jakie zorganizowano w St. Moritz w 1928 do programu igrzysk włączono – jako sport pokazowy – skijöring, i wraz z nim rozgrywano wyścigi konne na śnieżnym hipodromie.